# Totia, Hunedoara
Totia (în maghiară Nagytóti) este un sat în comuna Băcia din județul Hunedoara, Transilvania, România.

## Imagini

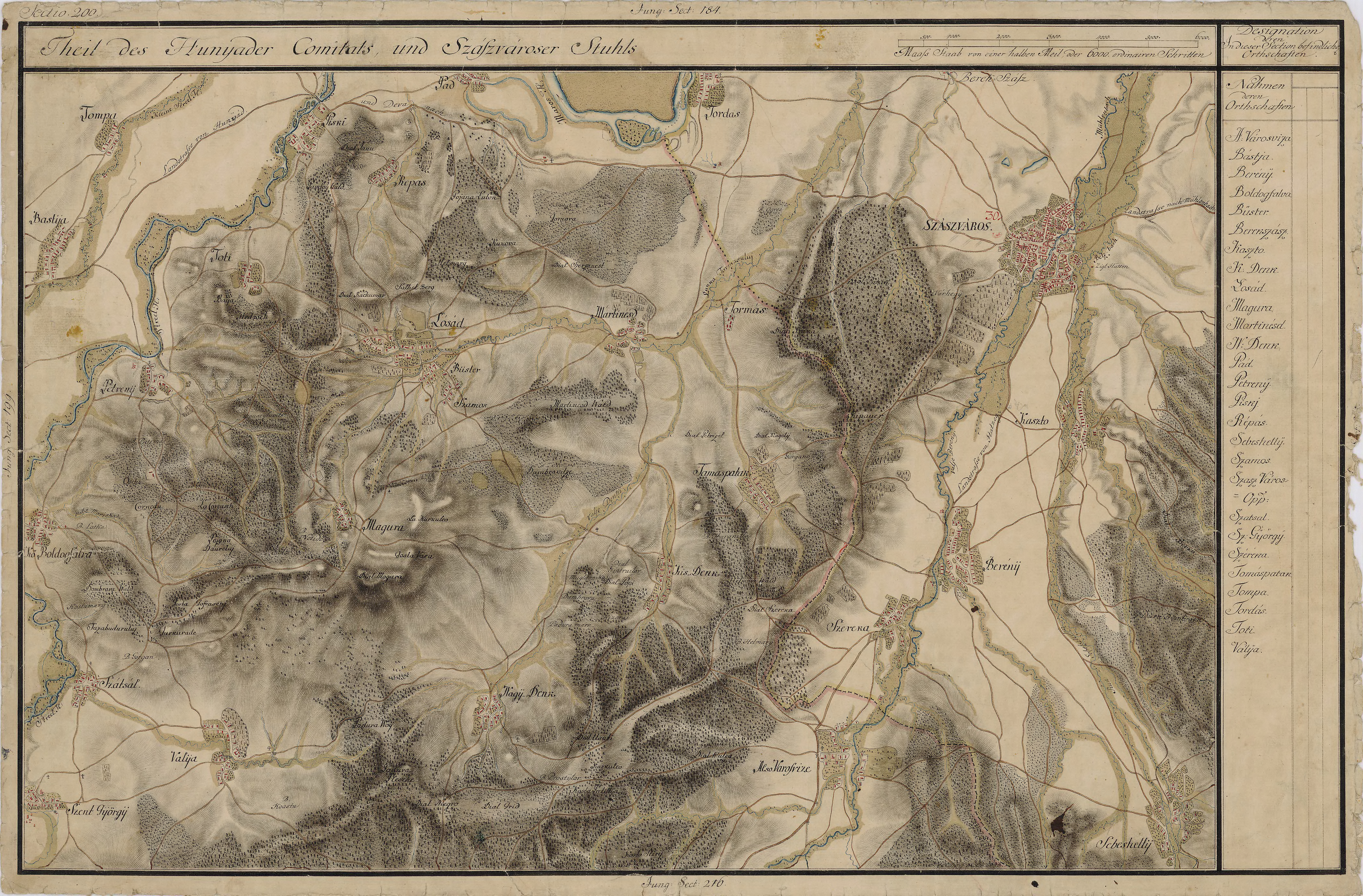
Totia în Harta Iosefină a Transilvaniei, 1769-1773